# Harság
Harság (szlovákul: Záborské, korábban Haršag) község Szlovákiában, az Eperjesi kerület Eperjesi járásában.

## Fekvése
Eperjestől 7 km-re délkeletre fekszik.

## Története
1303-ban „Hasag” alakban említik először, mint Sinko fia Petej birtokát. 1427-ben 12 porta után adózott. Birtokosa Farkas Márton és családja, akik a 18. századig voltak birtokosok a községben. 1787-ben 53 házában 414 lakos élt.
A 18. század végén Vályi András így ír róla: „HARSÁG. Tót falu Sáros Várm. földes Urai több Uraságok, lakosai katolikusok, fekszik Eperjeshez közel, határja ha jól miveltetik elég termékeny, réttye sarjút is terem, legelője szűkségekre elég, piatzozása Eperjesen közel.”
1828-ban 63 háza és 487 lakosa volt, akik főként mezőgazdasággal foglalkoztak. A 19. században a községnek kiterjedt határa volt, mezőgazdasági jellegét később is megőrizte.
Fényes Elek 1851-ben kiadott geográfiai szótárában így ír a faluról: „Harságh, tót falu, Sáros vmegyében, Sóvárhoz délre 1/2 mérfd., 459 kath., 56 zsidó lak. Régi kastély. Vizimalom. F. u. Harsághy, Zatureczky s m.”
1850 és 1890 között sok lakosa kivándorolt. 1920 előtt Sáros vármegye Eperjesi járásához tartozott.

## Népessége
| Év:            | 1994. | 2004.    | 2014.    | 2024.    |
| -------------- | ----- | -------- | -------- | -------- |
| Emberek száma: | 404   | 509      | 711      | 1219     |
| Eltérés:       |       | +25,99 % | +39,68 % | +71,44 % |

| Év:            | 2023. | 2024.   |
| -------------- | ----- | ------- |
| Emberek száma: | 1204  | 1219    |
| Eltérés:       |       | +1,24 % |

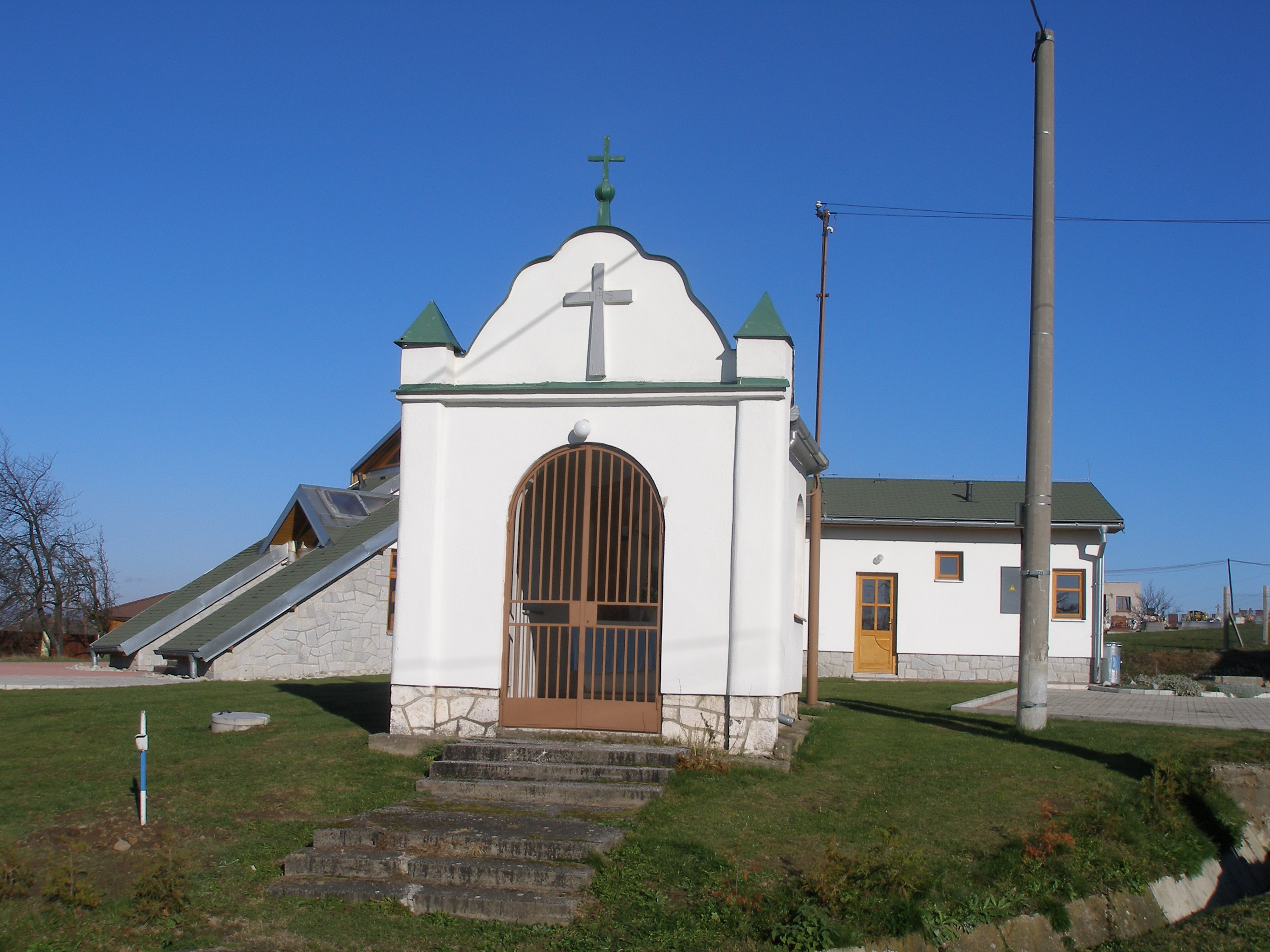
A templom

1910-ben 202, túlnyomórészt szlovák anyanyelvű lakosa volt.
2001-ben 465 lakosából 464 szlovák volt.
2011-ben 567 lakosából 552 szlovák volt.

## Nevezetességei
- Római katolikus temploma 1841-ben épült klasszicista stílusban.
- Reneszánsz kastélya 1614-ben épült, 1741-ben átépítették.